# Edna Mayne Hull
Edna Mayne Hull (n. 1 mai 1905, Brandon, Manitoba, Canada; d. 20 ianuarie 1975) a fost o scriitoare de literatură științifico-fantastică care a publicat sub denumirea E. Mayne Hull. A fost prima soție a scriitorului A. E. van Vogt.

## Biografie
Edna Mayne Hull s-a născut în Brandon, Manitoba, părinții ei emigrând din Marea Britanie în Canada. După ce a lucrat ca secretară pentru un texan influent care locuia în Alberta, s-a mutat în Winnipeg, unde l-a întâlnit pe viitorul ei soț, scriitorul A. E. van Vogt. Cei doi s-au căsătorit pe 9 mai 1939, la scurt timp după publicarea primei povestiri a lui van Vogt, "Black Destroyer".
În cea mai mare parte a carierei scriitoricești a soțului ei, Hull a fost dactilografa lui. După ce a dactilografia multe dintre povestirile sale la începutul anilor '40, ea a început să aibă propriile idei literare. Sub călăuzirea soțului, a scris câteva povestiri și un roman, toate publicate în Astounding Science Fiction și Unknown Worlds. Se pare totuși că ficțiunea scrisă de ea era folosită doar ca pseudonim de către soțul ei.
Hull a avut multe probleme de sănătate în timpul vieții, începând cu o operație defectuoasă de apendicită efectuată în 1939 și continuând cu tumorile și chisturile care au afectat-o în anii '40. Începând din anii '50 sănătatea ei s-a ameliorat, lucru pe care ea l-a pus pe seama Dianeticii, mișcare căreia i s-a alăturat împreună cu soțul ei. Cu toate acestea, după două decenii a fost depistată cu cancer și a decedat pe 20 ianuarie 1975.

### Romane
- Planete de vânzare (Planets for Sale) (1954,  cu A. E. van Vogt)
- Război împotriva yazilor (The Winged Man) (1966, cu A. E. van Vogt)

### Colecții de povestiri
- Out of the Unknown (1948, cu A. E. Van Vogt)[6 povestiri]
- The Sea Thing and Other Stories (1970, extindere aOut of the Unknown)[7 povestiri]
- Out of the Unknown (1970, prescurtare a The Sea Thing and Other Stories)[5 povestiri]
- The Gryb (1976, cu A. E. Van Vogt) [6 povestiri]

### Povestiri
- "Abdication", cu A. E. van Vogt
- "Bankruptcy Proceedings"
- "Competition"
- "The Contract"
- "The Debt"
- "Enter the Professor"
- "The Patient"
- "Planets for Sale", cu A. E. van Vogt
- "Rebirth: Earth", cu A. E. van Vogt
- "The Ultimate Wish"
- "The Wellwisher"
- "The Wishes We Make"
- "Research Alpha", cu A.E. Van Vogt & James H. Schmitz

## Legături eterne
- Edna Mayne Hull pe ISFDB